# Friedrich Schlitte
Friedrich Schlitte (geboren 14. Oktober 1820 in Magdeburg; gestorben nach 1876) war ein deutscher Metallgraveur, Holzstecher und Unternehmer in Leipzig.

## Leben
Friedrich Schlitte durchlief eine Lehre als Metallgraveur in der Magdeburger Firma Falkenberg's & Comp. Offizin und arbeitete etwa ab 1840 neben den Xylographen Wilhelm Georgy, Julius Salzmann und Friedrich Handje im Leipziger Atelier von Hieronymus Heinrich Jacob Ritschel von Hartenbach unter dessen Einfluss. Aus diesem Zeitraum finden sich unter Holzschnitten Schlittes nach Zeichnungen von Ludwig Richter die Künstlersignaturen aus den Monogrammen beider Stecher; R. v. H. F. S. oder RvH. FS. Speziell dazu und zur Situation von angestellten, nicht-selbständigen Holzschneidern im 19. Jahrhundert im Allgemeinen schrieb Schlitte erläuternd im September 1876:
„Sehr selten erhielt man einen Abdruck von den gefertigten Arbeiten, und oft setzten die Prinzipale oder Direktoren unter die von ihren Gehülfen gefertigten Stöcke ihren Namen und ‚sc‘; der Name der Gehülfen kam aber nie oder doch nur höchst selten darunter. Im Musäus habe ich auch einige Bilder gefertigt und zwar unter Beneworth's Leitung im damaligen Geschäft: ‚Schelter & Giesecke in Leipzig,‘ dann bei ‚Nicholls & Allanson‘ ebenda.“
Schlitte hatte um 1842 unter Beneworth, dann bei Nicholls & Allanson und um 1847 bei Eduard Kretzschmar gearbeitet. Später machte er sich selbständig; seine weiteren Signaturen lauteten F. Schl. sc. oder F. Schlitte sc. sowie X. A. v. E. K. F. Schlitte sc.
Für die aus seiner Firma stammenden Holzstiche nach Julius Schnorr von Carolsfelds Zeichnungen für dessen „Bibel in Bildern“, die von seinem Schüler Jakob Julius Adé gestochen wurden, erhielt er 60 Taler, von denen er 35 Taler an Adé weiterreichte. Adé arbeitete bis zu seiner Selbständigkeit 1856 in Schlittes Leipziger Atelier.
Zu Schlittes Schülern zählt mutmaßlich Wilhelm Aarland.
1862 suchte er für seine Xylographische Anstalt in der Carolinenstraße 18 über Annoncen in der Leipziger Zeitung einen Lehrling.
Noch 1876 lebte Schlitte in Leipzig. Um 1905 beschäftigte „M. Schlitte, Xylographisches Atelier in Leipzig“ zwei Gehilfen und einen Lehrling.

## Werke (Auswahl)
Holzstiche in
- Julius Schnorr von Carolsfeld: „Bibel in Bildern“[2]
- Eduard Duller: Die Geschichte des deutschen Volkes, Leipzig 1840[2]
- Wigolais vom Rade: Marbachs Volksbücher, Leipzig 1841[2]
- Johann Karl August Musäus: Volksmährchen der Deutschen, Leipzig 1842[2]
- Illustrirte Zeitung, Leipzig 1843, 1846, 1847[2]